# Tectosilicat

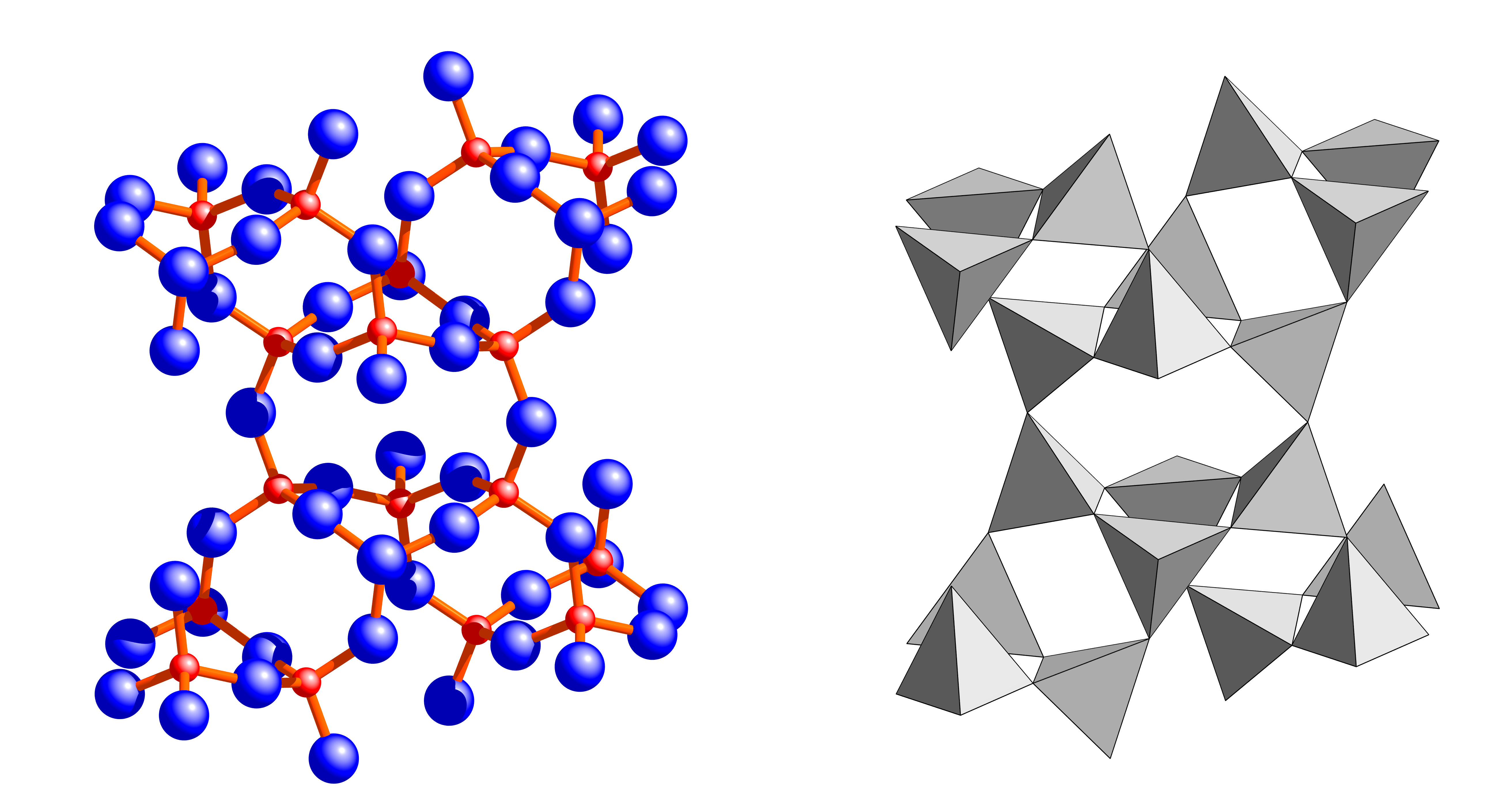
Xarxa tridimensional de silicat de l'ortoclasa (direcció de visualització al llarg de l'eix c): representació dels àtoms a l'esquerra (vermell: Si, blau: O) i els tetraedres de silicat resultants (dreta).

Els tectosilicats són un subgrup de minerals que pertany al gran grup dels silicats, classificats segons l'estructura. En aquest subgrup els tetraedres tenen tots els seus cims comuns i, dins els silicats, són els de màxima polimerització. Els tectosilicats són els minerals més abundants a l'escorça terrestre. Inclouen el grup del quars; compost per quars (SiO₂), tridimita (SiO₂) i cristobalita (SiO₂); més el grup dels aluminosilicats (que inclouen feldespats, feldspatoïdes, zeolites, escapolites, etc.).